# Ехнатон (опера)
«Ехнатон» (англ. Ekhnaten) — опера на три дії, написана американським композитором Філіпом Ґлассом у 1983 році, на основі життєвих та релігійних переконань давньоєгипетського фараона XV ст. до н. е. Ехнатона (Аменхотепа IV). Авторами лібрето, разом з Ф.Ґлассом, є Шалом Голдман, Роберт Ізраїль, Річард Рідделль та Джером Роббінс. Опера написана на замовлення Вюртемберзьким державним театром у Штутгарті, де і відбулась світова прем'єра 24 березня 1984 року.
За словами композитора, цей твір є кульмінацією серії, в яку входять дві інші біографічні опери автора — «Ейнштейн на березі» (про Альберта Ейнштейна) та «Сантьягарха» (про Махатма Ґанді). Ці три людини — Ехнатон, Ейнштейн і Ґанді — йшли за внутрішнім покликом, яке змінило епоху, в якій вони жили, зокрема, Ехнатон у релігії, Ейнштейн в науці і Ґанді в політиці.
Текст, взятий з першоджерел, співають мовами оригіналу, разом з коментарями оповідача сучасною мовою, зокрема, англійською або німецькою. Єгипетські тексти того періоду взято з поеми самого Ехнатона, з Книги Мертвих, а також з уривків указів і листів періоду Амарни, 17-річного правління Ехнатона. Інші частини написані на аккадському і біблійському івриті. Гімн Ехнатона Сонцю виконується мовою публіки.

## Дійові особи
• Ехнатон (контртенор)
• Нефертіті, дружина Ехнатона (контральто)

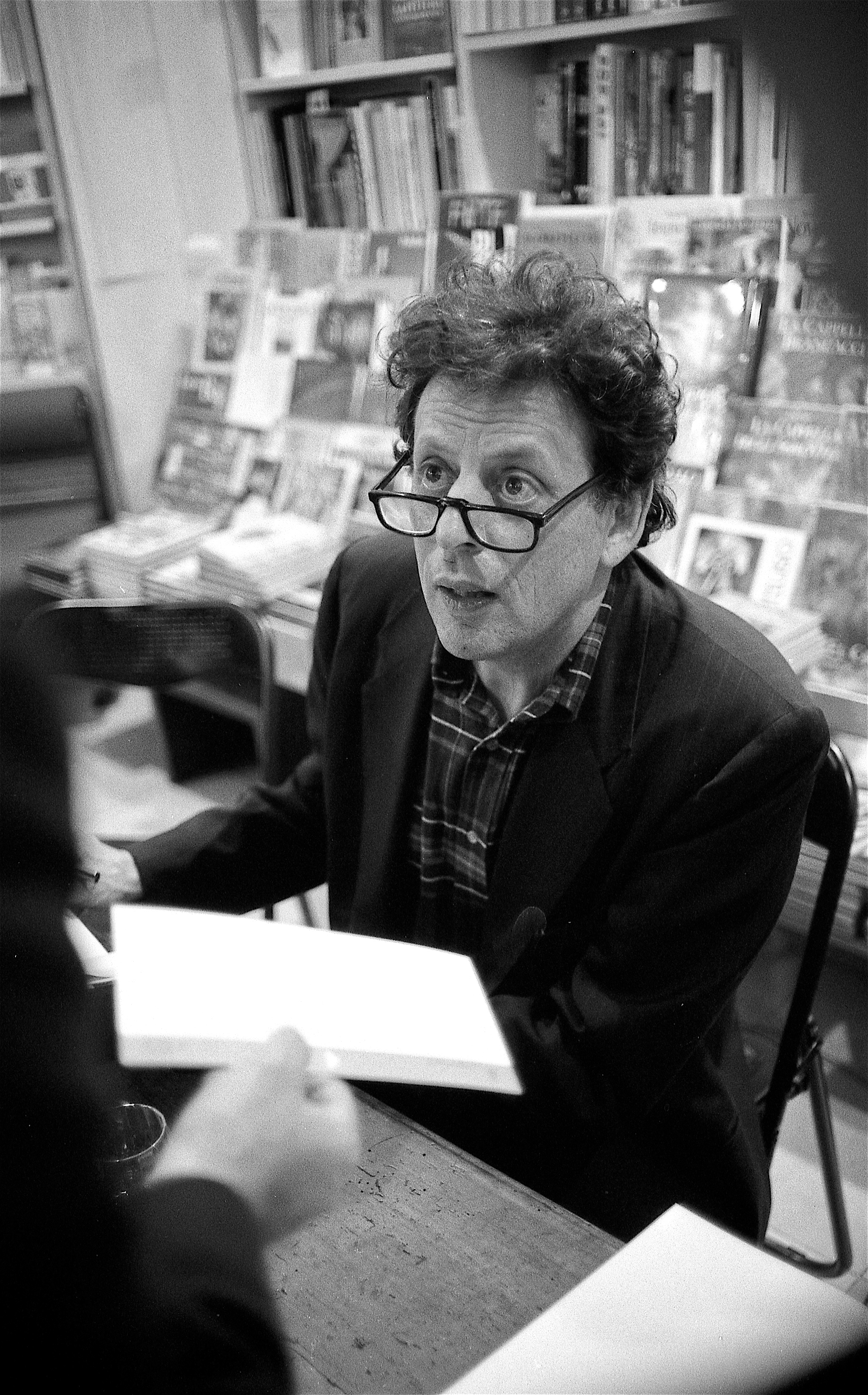
Композитор у 1993 році

• Цариця Тія, мати Ехнатона (сопрано)
• Хоремхеб, воєначальник і майбутній фараон (баритон)
• Верховний жрець Амону (тенор)
• Ейє, батько Нефертіті і радник фараона (бас)

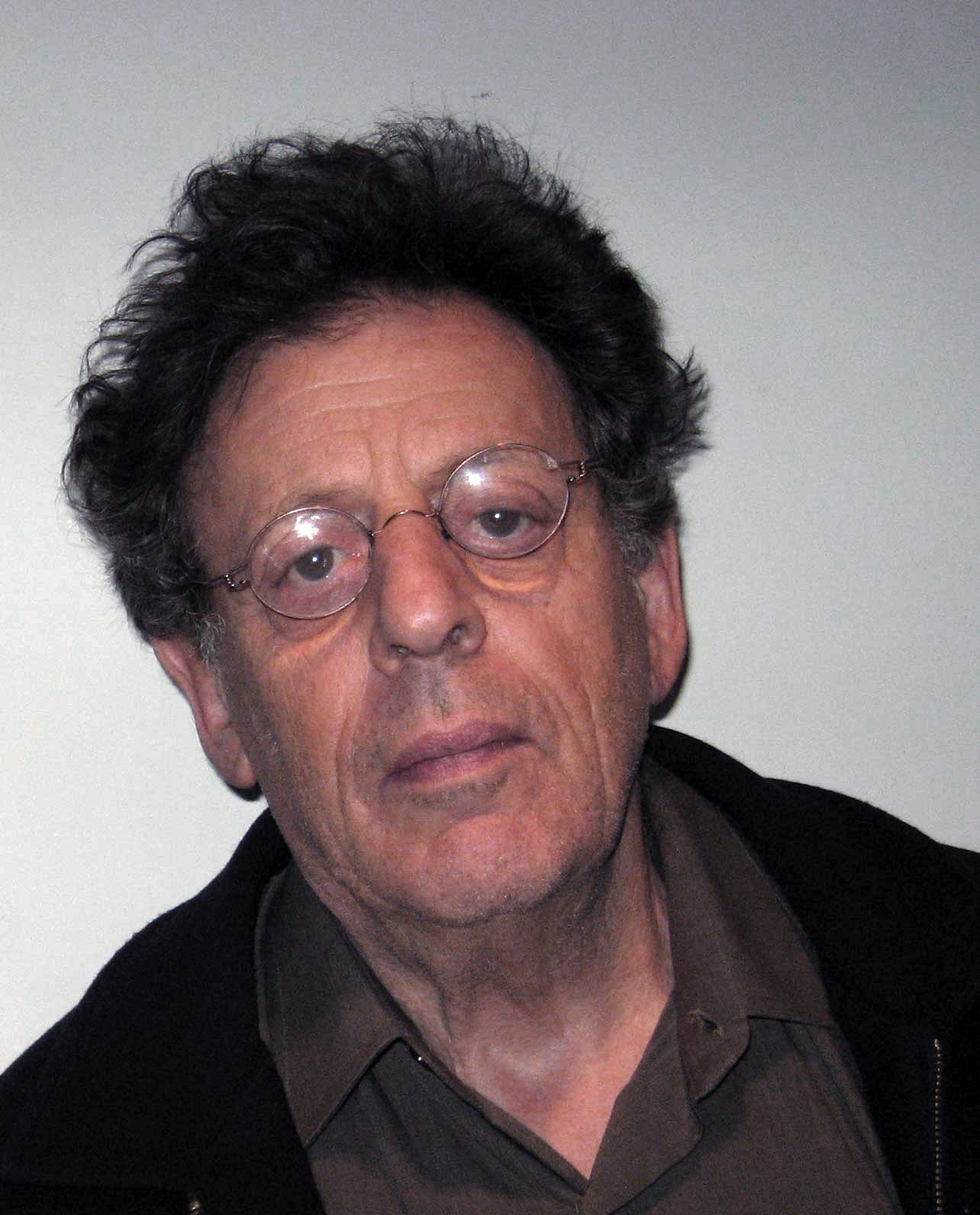
Філіп Ґласс у 2007 році

• Доньки фараона: Бакетатон, Меритатон, Макетатон (сопрано), Анхесенпеатон, Нефернефруатон, Сетепенра (контральто)
• Аменхотеп III, батько Ехнатона (роль зі словами)
• Писар / екскурсовод (оповідач)
• Молодий Тутанхамон (роль без слів)
• Дві сестри

## Постановки опери
Світова прем'єра опери відбулась 24 березня 1984 року у Штутгардському державному театрі під німецькою назвою «Echnaton». Головну роль виконав Пол Ессвуд, а режисером виступив Ахим Фреєр, який поставив оперу в абстрактному стилі з ритуальними рухами. Американська прем'єра у постановці Девіда Фрімена відбулась 12 жовтня 1984 року у Хюстонській Гранд-Опері, де також була прем'єра опери Ґласса «Створення представника планети 8». Прем'єра у Великій Британії, створена на основі американської постановки, відбулась 17 червня 1985 року в Англійській національній опері у Лондонському Колізеї. Ця постановка була відновлена у Лондонському Колізеї в березні 1987 року. Відзначена нагородами польська прем'єра у постановці Генрика Барановського відбулась 20 травня 2000 року у Великому театрі в Лодзі. Нова спільна постановка Англійської національної опери та опери Лос-Анджелеса, у співпраці з «Неймовірним театром» режисера Феліма Макдермотта з Ентони Ротом Констанцо та Закарі Джеймсом була представлена у Лондонському Колізеї 4 березня 2016 року та отримала премії Олів'є у 2017 році, а також Опери Лос-Анджелеса 5 листопада 2016 р. Виконання цієї постановки відновили у Лондоні в березні 2019 року, а також в театрі Метрополітен-опера в сезоні 2019/2020. Постановка в Метрополітен-опері 2019 року транслювалась онлайн 20 червня і 14 листопада 2020 року і запланована у 2022 році. Прем'єра нової постановки під керівництвом Лаури Скоцці відбулась 11 березня 2018 року в Театрі Бонна (Німеччина).

## Сюжет[9]

### Дія перша

#### Фіви, 1370р. до н.е.
Прелюдія — Первосвященник Амона готується до похорону Аменхотепа III. Він слідує за сином померлого фараона, яким буде Аменхотеп IV, та іншими членами королівської родини: вдова фараона Тія (керівник до повноліття її сина); Ейє, її брат, який був головним радником Аменхотепа III; Хоремхеб, вождь армії; і Нефертіті, дочка Ейє та молода наречена нового фараона.
Похорон Аменхотепа III — Вісім священників Амона входять разом із мертвим Аменхотепом III. Вони святкують обряди Ісіди, Озіріса та Гора. Аменхотеп III починає обряд проходження через храм Амона. Фараона зустрічають вісім богів, які супроводжують його під час подорожі до горизонту.
Коронація — Аменхотеп IV готується до своєї коронації на церемонії очищення. Він наділений подвійною короною Єгипту і увінчується втіленням Гора, сина Ісіди та Озіріса.
Вікно видінь. Новий фараон малює символ Атона, промені сонця, на кожному з яких є анх, символ життя. Згодом він змінить своє ім'я Аменхотеп («Амон задоволений») на Ехнатон («дух Атона»). Первосвященник Амона не може прийняти образу старого бога Амону і йде, в той час як Ехнатон, Нефертіті і Тія, з якими, можливо, зараз знаходиться справжня сила, танцюють в храмі Амону.

### Дія друга
Храм — священники Амону, оточені тотемами, що представляють різних богів, відкинуті Ехнатоном, царицею Тією і їх послідовниками; їхні боги і храм зруйновані.
Ехнатон і Нефертіті — цариця Тія навчає Ехнатона вірш Атона, який він згодом навчить Нефертіті. Ейє і Хоремхеб оголошують, що готові плани будівництва нової столиці Ехнатона, «міста горизонтів Атона». Це ще один крок до перелому старої релігії.
Гімн — Місто побудовано. Ехнатон співає гімн Атону, а хор співає Псалом 104. Ейє нагороджений за свою роль у будівництві. Ехнатон намагається доторкнутися до сонця.

### Дія третя

#### Ехнатон, 1358р. до н.е.
Сім'я — Ехнатон, Нефертіті і шість принцес живуть у міських стінах. Ейє і Хоремхеб читають йому листи від князів з віддалених провінцій імперії, в яких вони просять про допомогу проти ворогів, які загрожують їхньому життю. Ехнатон відмовляється слухати, і зрештою навіть Ейє настроєний проти нього, відкидаючи багато знаків прихильності, якими він був винагороджений протягом багатьох років. Ейє забирає Нефертіті та її старшу дочку. У Ехнатона залишилися лише дві його дочки. Первосвященник Амона повертається, щоб створити тріумвірат з Ейє та Хоремхебом, щоб скинути фараона.
Напад і падіння — Первосвященник, Ейє, Хоремхеб та деякі священики Амона руйнують місто. Ехнатон зникає — можливо, він засліплює себе.
Руїни — Ехнатон, сучасність — Група туристів та їх гід відвідують руїни міста Ехнатон.
Епілог — Духи Ехнатона, Нефертіті та Тія все ще переслідують руїни міста. Бої тривають, молотять пшеницю, роблять цеглу.

## Музика
Виконавський склад цієї опери включає: 6 солістів, 2 вокальні ансамблі — жіночий і чоловічий, великий змішаний хор, подвійний склад оркестру зі синтезатором та численними ударними. Склад оркестру: 2 флейти (одна подвоюється пікколо), 2 гобоя (обидва подвоюються гобой д'амур), 2 кларнета, бас-кларнет, 2 фагота, 2 валторни, 2 труби, 2 тромбона, туба, перкусія (3 виконавці), челеста (парний синтезатор), 12 альтів, 8 віолончелей, 6 контрабасів
Оскільки в 1984 році відбулось відродження постановки Штутгартської державної опери, а оркестрова яма Kleines Haus в Штутгартському державному театрі, де повинна була відбутися прем'єра, була значно менша, Ґласс вирішив повністю виключити скрипки (близько 20), надавши оркестру більш похмурий характер, який підходить до теми опери.
Мова персонажів є не просто наспівною, а й орієнтованою на класичне бельканто. В музичній мові виникають асоціації як з «Аїдою» Верді, так і з «Коронацією Помпеї» Монтеверді. При створенні «Ехнатона» відбуваються зміни у музичному мисленні Ґласса. Він спирається на вокальний, аріозний стиль, часто використовує куплетну форму на тлі оркестрового супроводу, де зберігається репетитивна техніка невеликих моделей.